# 大运河 (莫奈)
克洛德·莫奈于1908年在威尼斯逗留期间，开始创作了37幅关于威尼斯的油画作品。其中包括大运河系列。他有一种习惯，在一天中的不同时间，在不同的光线条件下，描绘同一个主题。他在职业生涯中画了许多不同的系列，例如睡莲系列, 白杨树系列、鲁昂主教座堂系列、干草堆系列和查令十字桥系列。
在威尼斯逗留期间，莫奈的住处就在大运河边，首先是巴巴罗宫，后来是附近的Britannia酒店 他画了六幅关于大运河的画作，靠近安康圣母圣殿。他还画了大运河上的私人建筑，如达里奥宫。 
| 绘画                 | 年份 | 编号     | 博物馆       | 图片 |
| -------------------- | ---- | -------- | ------------ | ---- |
| 大运河               | 1908 | (W.1736) | 旧金山美术馆 |      |
| 大运河和安康圣母圣殿 | 1908 | (W.1737) | 私人收藏     |      |
| 大运河               | 1908 | (W.1738) | 波士顿美术馆 |      |
| 大运河               | 1908 | (W.1739) | 纳赫马德收藏 |      |
| 大运河和安康圣母圣殿 | 1908 | (W.1740) | 私人收藏     |      |
| 威尼斯大运河         | 1908 | (W.1741) | 私人收藏     |      |

2018年，伦敦国家美术馆举办《莫奈与建筑》临时展览，展出了九幅威尼斯画作，其中两幅是大运河系列。这颇为罕见，因为没有博物馆拥有或展出超过两幅。这两幅作品分别来自：
- 旧金山美术馆
- 摩纳哥大卫·纳赫马德收藏[7]